# ヴ

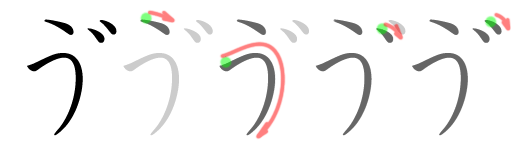
「ゔ」の筆順

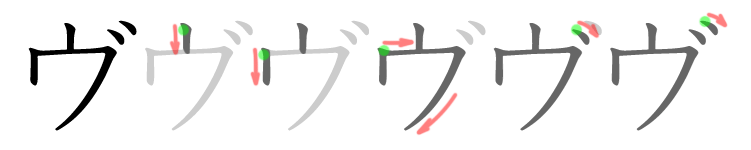
「ヴ」の筆順

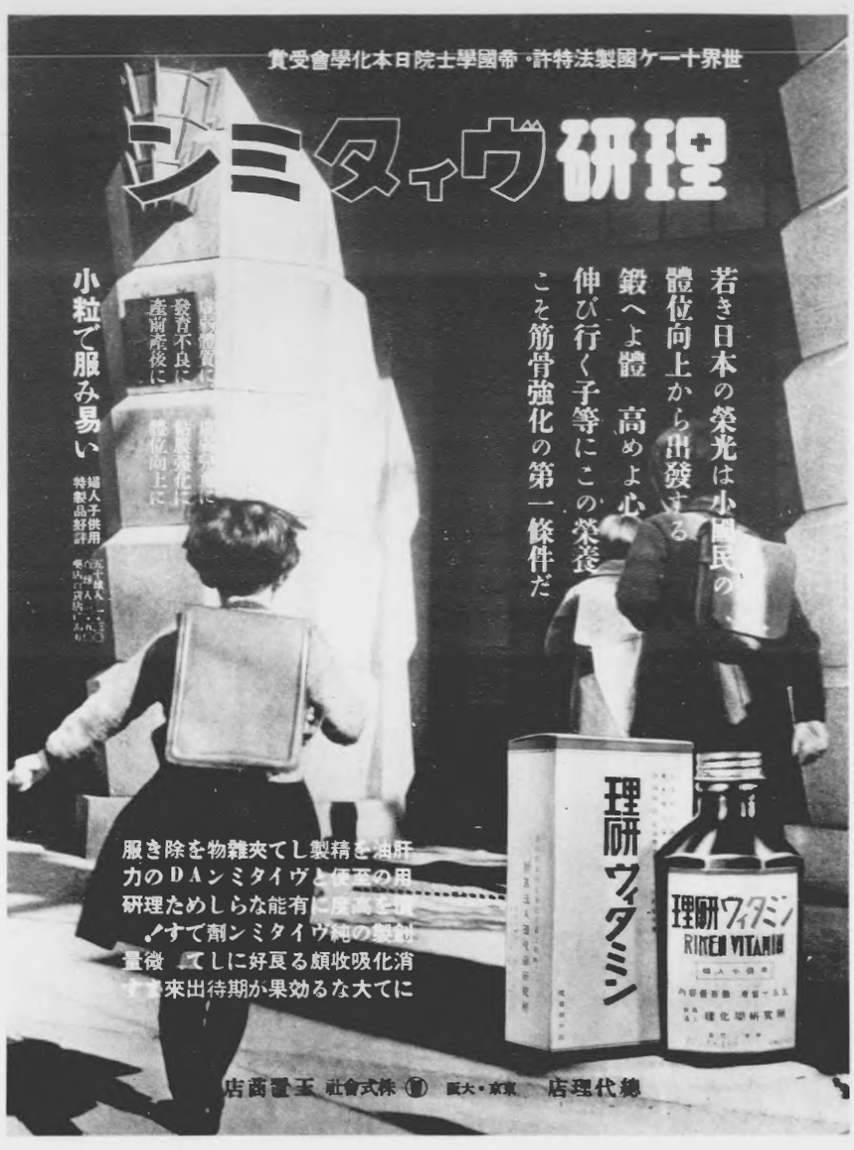
1938年（昭和13年）の広告。「VITAMIN」に「ヴィタミン」の訳を付けている。

ヴ、ゔ（う゛）は、母音 /u/（[u]または[ɯ]）を示す文字「う」、「ウ」に濁点を付した文字である。通常では子音である（日本語ではバ行でも表記される）。また、小学校の教科書等では、｢ヴ｣を用いることは少ないが、音楽の教科では「ヴ」を使うこともある。また、高校教科書では「ヴ」を使用する場合も多い。
日本語に本来存在しない子音である有声唇歯摩擦音 [v]の音を仮名で表すために用いられる。外来語は原則としてカタカナによって表記されるため、一般には「ヴ」を用いる。
ひらがなの「う」に濁点が付いた字は、JIS X 0213 において、かな漢字変換で平仮名入力する際に、対応する平仮名による表示が可能になるように採録された。
固有名詞等では「ゔ（う゛）」という表記も使用される場合もある。漫画などに見られる「ゔ（う゛）」については濁音を参照。

## 歴史
v音を表すのに「ヴ」を用いるのは、福澤諭吉の発案（『福澤全集緒言』の証言による。なお「ヷ」も同様）である。江戸時代末期の1860年（万延元年）出版の『増訂華英通語』に用例が見える。
かつてはワ行のワ、ヰ、ヱ、ヲに濁点を付して [v] 音を表現すること（ヷ、ヸ、ヹ、ヺ）も行われたが、一般的にはならなかった。
1954年（昭和29年）の国語審議会報告で、 [v]音はなるべく「バ行」をもって表記するよう推奨されていたが、1991年（平成3年）2月7日に国語審議会が答申した「外来語の表記」では原語になるべく近く書き表そうとする場合に [v]音を「ヴ」によって表記することを容認し、同年6月28日公布の内閣告示二号により、国語表記のよりどころとなった。なお、同日に文部省が出した「学校教育における外来語の取扱いについて」では、小学校においては教育的配慮から「ヴ」の表記は避けることとし、中学校において一般的には「バ行」で表記されるが必要のある場合は「ヴ」で表記されることを教え、双方の読み書きができるようにする旨の指針が打ち出されている。

## v音としての使用
「ヴ」の使用は、概ね以下のような法則に従う。
1. 後に母音を伴わない [v] は「ヴ」と書かれる。
2. [va], [vi], [vu], [ve], [vo] は、それぞれ「ヴァ」、「ヴィ」、「ヴ」、「ヴェ」、「ヴォ」と書かれる。
3. 日本語に音素が存在する /a/, /i/, /u/, /e/, /o/ 以外の母音を伴う [v] は、日本語に存在する母音のうち日本語の母語話者にとって最も近い音として「ヴァ」、「ヴィ」、「ヴ」、「ヴェ」、「ヴォ」のいずれかで表現される。例えば、英語の valley [væli] は [æ] を /a/ として「ヴァレー」と表記する。
4. 「ヴァ」、「ヴィ」、「ヴ」、「ヴェ」、「ヴォ」の発音は、バ、ビ、ブ、ベ、ボという日本語に元来ある音で差し支えない[4]。

### Vの文字とヴの文字の対応関係
ラテン文字を使用する言語のうち、[v] の音を持つものは、英語やフランス語のように [v] を V の字で表すことが多い。また、ドイツ語や、ポーランド語、上ソルブ語などでは、Wで [v] を表すことが多い。
しかし、日本語と同様に /v/ の音を持たず V を有声両唇破裂音 /b/ で発音するスペイン語や (例: ベラクルス=Veracruz)、V の文字が有声両唇接近音（半母音）[w] を表すラテン語、Wを有声唇歯摩擦音/v/  としVを無声唇歯摩擦音/f/とするドイツ語のように、必ずしもラテン文字を使用する言語の全てにおいて V が [v] を表すわけではなく、V の文字を機械的にヴに当てはめることはできない。また、先述のWで[v]を表す言語の場合も無声唇歯摩擦音 /f/で発音する場合 (例: ハノーファー=Hannover) があるため、この場合も同様である。

### ヴ以外の仮名による [v] の音訳
英語やフランス語、ドイツ語、ロシア語など、明治期以降の日本語に多くの外来語をもたらした言語は、有声唇摩擦音 [v] の音を音韻体系の中に含んでおり、これらの言語から単語を音訳する際に、日本語に存在しておらず対応するカナをもたない [v] の音をどのように表記するかという問題が生じた。
上記のように、古くはヴを使用する表記は推奨されず、[v] 音にバ行を当てることが一般的であった。以下はそのような音訳表記の一例である。
- Liverpool [ˈlɪvəpuːl]: リバプール（英）
- vacance [vakɑ̃s]: バカンス（仏）
- Valois [valwa]: バロア（仏）
- violin [vaɪəˈlɪn]: バイオリン（英）

[v] の音に「ヴ」を用いることが多くなった現在では、リヴァプール、ヴァカンス、ヴァロア、ヴァイオリン、というように、これらの外来語に本来含まれた [v] をヴで表記する例も現れ、日本語においては、ヴとバ行の表記が混在するケースや誤表記を招くケースがままある。
ただし、以上はあくまで表記の問題であり、日本語の音韻としては現在も[b]と[v]の区別は定着していないため、「ヴァ」と書かれていても実際の発音は「バ」になる。このことが上記のような表記のゆれにつながっている。
またドイツ語は、Vの文字を原則として [f] の音で発音するが、フランス語などに由来する借用語では [v] の音になるときもあり、それぞれの例に応じたカタカナの当てはめが行なわれる。一方、語頭のWの文字は [v] の音で発音するが、このような例を音訳する場合、当てはめられる仮名はバ行ではなくワ行（ワ・ウィ・ウェ・ウォ、古くはヰ・ヱ・ヲも）となることが多かった（/u/ に対してはウが使用されることについては変わらない）。
- Weimar [ˈvaɪmaʁ]: ワイマル、ワイマール
- Wagner [ˈvaːgnɐ(ʁ)]: ワグネル、ワーグナー
- Wien [viːn]: ヰィン、ウィーン
- Wagen [vaːɡən]: ワーゲン、ヴァーゲン[8]

ヴを使用した [v] の表記がひろく定着した結果、ドイツ語の発音を尊重して「ヴァイマル」、「ヴァーグナー」、「ヴィーン」などと表記することも多くなったが、一般には現在でもワ・ウィ・ウ・ウェ・ウォ式の表記が広く用いられている。
ロシア語、ウクライナ語などの в [v] を転記するときも、バ行ではなくワ行を使うことが多かったが、必須ではない。
- ワ行の例
  - Москва [masˈkva]: モスクワ（露）
  - Иван [iˈvan]: イワン、イヴァン（露）
  - Владивосток [vlədʲivasˈtok]: ウラジオストク、ウラジオストック（露）
- バ行の例
  - совет [saˈvʲet]: ソヴィエト（露）
  - Волга [ˈvolga]: ヴォルガ（露）

## メディアにおける「ヴ」
出版、印刷などの業界においては、「ヴ」と「バ行」どちらで表記するかを明確にするため、ヴを使う表記を「ウ濁（うだく）」、バ行による表記を「ハ濁（はだく）」などと呼び、区分する工夫がなされている。また、俗に、そのままの「うてん」とも呼ばれる。
新聞や放送など、報道に関連する業界では、原則としてバカンス、バイオリンのようにバ行で表記することになっている。具体的にはNHKがバ行で表記することが多かったが、最近では混在するようになっている（#NHKにみる「ヴ」へ）。

### NHKにみる「ヴ」
上記「ヴ以外の仮名による [v] の音訳」にもあったように、原則では「ヴ」で表記する[v]も放送業界ではバ行で表記することが多かった。しかし、昨今の傾向では民放では[v] =「ヴ」表記が増えているものの、NHKではバ行で表記する[v]と、「ヴ」で表記する[v]が混在している。例として、音楽番組から抽出する。

#### NHKで「ヴ」で書かれる[v]
「:」の右は従前の表記
- ストラヴィンスキー: ストラビンスキー
- ヴュータン: ビュータン
- ヴォルフガング・サヴァリッシュ: サバリッシュ

#### NHKで「ヴ」で書かれない[v]
- ベートーベン[10]
- ギュンター・ワント
- バイオリン

「ヴ」で書かれる[v]のうち、ストラヴィンスキーは1995年（平成7年）放送の「NHKスペシャル・映像の世紀」のオープニング映像では「ストラビンスキー」となっていたが、いつしか「ストラヴィンスキー」と改められている。しかし、1950年代-1970年代の番組では「ヴ」表記が見受けられる場合が多く、カラヤンの来日公演の映像（1957年（昭和32年））では、ベートーヴェンも現在の「ベートーベン」ではなく「ベートーヴェン」と表記されている。他の例ではロヴロ・フォン・マタチッチ（NHK交響楽団名誉指揮者。1971年（昭和46年）イタリア歌劇団公演映像より）、フェルッチョ・タリアヴィーニなど、NHKでもかつては「ヴ」で表記する[v]が多かったことがわかる。また「Va」、「Vi」、「Ve」を「ワ」、「フィ」、「フェ」と表記したり、人によってははじめから「ヴ」表記、はじめは「ヴ」表記でなかったがいつしか「ヴ」表記に切り替わった例もある。また、ルチアーノ・パヴァロッティのようにNHKでは「ヴ」表記なのに、一部民放等では「パバロッティ」と表記にズレがある場合もある。NHKが「ストラビンスキー」から「ストラヴィンスキー」に、「ベートーヴェン」から「ベートーベン」に表記を変更した理由と基準は不明確である。

## 正式名称の「ヴ」

### 在外公館の名称の「ヴ」
文部科学省は、「ヴ」表記は例外的に、あくまで原語に近い発音を表記する上での許容である、という態度なのに対して、外務省では地名などで積極的に使用するともいえる原則をたてている。
外務省では、国名と地名の表記について「在外公館の置かれている国の名及び都市の名は出来る限り現地の発音に近い標記とする」という原則を採用していて、在外公館の名称及び位置並びに在外公館に勤務する外務公務員の給与に関する法律（在外公館設置法）の別表1で定められる在外公館の正式名称は、この原則に従って定められているため、過去には正式名称に「ヴ」を含む在外公館が存在した（例：ヴィェトナム社会主義共和国）。
しかし、その後名称を再変更したりしたため、2013年1月時点で正式名称の表記に「ヴ」を含む日本の在外公館は存在しない。
名称の再変更の根拠は、上記原則の但し書き「ただし、我が国において慣用として相当程度定着している表記があると認められた場合にはその表記による」に基づく。
このような行政組織の名称の短期間での変更の繰り返しには、法令の改正が伴い、メディアでは正式名称を使用すべき状況も生じるため、短期間で名称の変更を繰り返す行為は混乱を拡大しうる。
2019年の在外公館設置法改正により、「ヴ」を使用しているセントクリストファー・ネーヴィスとカーボヴェルデをそれぞれ「セントクリストファー・ネービス」と「カーボベルデ」に変更し、「ヴ」は使用されないこととなった。

#### 「バンクーバー」と「ヴァンクーヴァー」
カナダのブリティッシュコロンビア州Vancouver市にある日本の在外公館は、2002年に正式名称を「在バンクーバー日本国総領事館」から「在ヴァンクーヴァー日本国総領事館」へと変更したが、また同時期に、同地における冬季オリンピック開催地への立候補から開催決定に至るまで、同地の地名が日本のメディアに露出する機会が急増しつつあった。
ところが余分に字数を取る格好の「ヴァンクーヴァー」の表記は日本のメディアには全くといってよいほど定着せず
、NHKや民間放送、新聞社などほとんどの日本国内の大手メディアが従来からあった「バンクーバー」の表記を採用し、さらなる慣用化が進行した。
そのため、ニュース記事などで、同領事館を正式名称で表記する必要がある場合に、地名表記の統一感を損いかねないような状態になってしまった。
なお、同地の邦字新聞「バンクーバー新報」では同総領事館名を報道する機会が多く、地名の「バンクーバー」と当時の公館の正式名称「在ヴァンクーヴァー日本国総領事館」が同時に含まれる記事が当時多くあった。
結局、同館は2003年に元の「在バンクーバー日本国総領事館」に再び名称変更した。

## 小説の題材
有栖川有栖の短編小説「雨天決行」はこの項の「ヴ」が題材。被害者女性が変死する前に「うてんけっこうよ」と話していたが、その意味は実は、というストーリーである。